# Iisjärvi
Iisjärvi är en sjö i Finland. Den ligger i kommunen Äänekoski i landskapet Mellersta Finland, i den centrala delen av landet, 300 km norr om huvudstaden Helsingfors. Iisjärvi ligger 139,2 meter över havet. Den är 24 meter djup. Arean är 4,31 kvadratkilometer och strandlinjen är 22,16 kilometer lång. Sjön  ingår i Kymmene älvs huvudavrinningsområde. 